# Trachelopachys gracilis
Trachelopachys gracilis is een spinnensoort uit de familie van de Trachelidae.
De wetenschappelijke naam van de soort werd in 1891 als Trachelas gracilis gepubliceerd door Eugen von Keyserling.